# Національна комісія із зміцнення демократії та утвердження верховенства права
Національна комісія із зміцнення демократії та утвердження верховенства права — консультативно-дорадчий орган при Президентові України (5 липня 2005 — 2 квітня 2010).
Утворений з метою сприяння
- досягненню Україною відповідності Копенгагенським критеріям 1993 року щодо набуття членства в Європейському Союзі в частині забезпечення стабільності та ефективності функціонування відповідних інститутів, які гарантують демократію, верховенство права, додержання прав людини і захист меншин (політична складова Копенгагенських критеріїв),
- виконанню відповідних положень Плану дій «Україна — Європейський Союз»[1].

Пріоритетом діяльності комісії на період до завершення законодавчого забезпечення судової реформи визначено:
- підготовку проєктів законів з питань судоустрою, судочинства, статусу суддів на засадах верховенства права, гарантування права

особи на справедливий суд, а також
- довідкових матеріалів з цих питань,
- проведення моніторингу проходження відповідних законопроєктів.

Головою комісії призначений Оніщук Микола Васильович.
Ліквідована 2 квітня 2010 року.